# Sonja Lang
Sonja Lang (született néven, 1978) kanadai (angol, francia, eszperantó nyelvű) eszperantista, fordító és nyelvész. Torontóban él, Kanadában.

## Munkássága
Ő fejlesztette ki a toki pona nyelvet, egy mesterséges nyelvet, mely a taoizmus filozófiáján nyugszik. a Tao-tö-king egyes részeit is lefordította angolra és eszperantóra. Mivel a fordítások közben sok problémája volt, ezért alkotta meg a mesterséges nyelvét, melyet 2001 nyarán használt először az interneten.
Folyékonyan beszél angolul, franciául, németül, eszperantóul és toki pona nyelven, valamint ismeri részben mindazokat a nyelveket, melyekből a toki pona nyelv szókincsét vette.